# 中山 (八王子市)
中山（なかやま）は、東京都八王子市の地名。住居表示未実施区域。郵便番号は192-0374（八王子南郵便局管区）。

## 地理
東京都八王子市の南部に位置する地域。昔ながらの多摩丘陵の風景を残している。北部には鎮守である白山神社がある。中山中学校付近の谷から湧出して大栗川に注ぐ岩入川（中山川）が流れる。下柚木・上柚木、西で北野台・鑓水、南で上柚木、北で絹ケ丘と隣接する。小字として、山際、谷戸、小池、宮ノ前がある。

## 歴史

### 年表
- 1980年（昭和55年）4月1日 - 八王子市立中山小学校が開校
- 1980年（昭和55年）4月1日 - 八王子市立中山中学校が開校

## 世帯数と人口
2017年（平成29年）12月31日現在の世帯数と人口は以下の通りである。
| 町丁 | 世帯数  | 人口  |
| ---- | ------- | ----- |
| 中山 | 337世帯 | 874人 |

## 小・中学校の学区
市立小・中学校に通う場合、学区は以下の通りとなる。
| 番地 | 小学校               | 中学校               |
| ---- | -------------------- | -------------------- |
| 全域 | 八王子市立中山小学校 | 八王子市立中山中学校 |

## 交通

### 鉄道
中山には鉄道路線は通っていない。京王相模原線南大沢駅が最も近い。

### バス
1929年、中山の石井善蔵によって、由木村と八王子駅を結ぶ由木乗合バスが開業・開通した。これが由木村における最初のバス路線となった。この時、中山を経由することはなかったが、1961年、由木乗合バスを吸収合併した京王帝都バスによって、中山経由のバス路線が開通した。2014年現在、中山には下田・中山の二か所のバス停があり、八61系統（八王子駅南口～中山～南大沢駅／京王バス南）が運行されている。しかし、本数では殿ヶ谷戸経由に圧倒され、一日に10本(上下合わせて)前後しかない。

## 施設
- 中山会館
- 八王子市立中山小学校
- 八王子市立中山中学校
- 永昌院
- 白山神社